# Nymphalis narses
Nymphalis narses är en fjärilsart som beskrevs av Schultz 1899. Nymphalis narses ingår i släktet Nymphalis och familjen praktfjärilar. Inga underarter finns listade i Catalogue of Life.